# Лоусон, Эл
Альфред Джеймс Лоусон-младший (англ. Alfred James Lawson Jr.; род. 21 сентября 1948, Таллахасси) — американский политический деятель, член Палаты представителей США от Флориды (2017—2023).

## Биография
Родился 21 сентября 1948 года в Таллахасси, штат Флорида, США. В годы учёбы в старшей школе Лоусон проявлял большие успехи в баскетболе и лёгкой атлетике, став впоследствии игроком баскетбольной команды Флоридского университета A&M. По окончании университета он получил степень бакалавра в области политологии и после непродолжительной карьеры профессионального баскетболиста в командах «Индиана Пэйсерс» и «Атланта Хокс» вернулся в Таллахасси, где устроился в Университет штата Флорида помощником тренера по баскетболу. В университете Лоусон также получил степень магистра государственного управления, после чего начал политическую карьеру.

## Карьера
В 1982 году Лоусон был избран в Палату представителей Флориды, где проработал до 2000 года, когда был избран в Сенат штата.
В 2010 году Лоусон баллотировался в Палату представителей США от Демократической партии во 2-м избирательном округе Флориды в 2010 году. Он с небольшим отрывом проиграл действующему конгрессмену Аллену Бойду на праймериз партии. 
15 декабря 2015 года Лоусон объявил о выдвижении своей кандидатуры в Палату представителей США от 5-го округа Флориды. В июле 2016 года поддержка Лоусона избирателями серьёзно возросла после того, как его сопернице Коррин Браун были предъявлены обвинения в коррупции на федеральном уровне. 30 августа он победил Браун на праймериз Демократической партии, после чего одержал победу на всеобщих выборах, набрав 64% голосов.

## Личная жизнь
С 1975 года Лоусон женат на своей избраннице Долорес Брукс. У пары есть двое детей.